# Szałtany
Szałtany – dawna wieś. Tereny, na których był położony, leżą obecnie na Białorusi, w obwodzie grodzieńskim, w rejonie oszmiańskim, w sielsowiecie Boruny.
Dawniej używana nazwa – Szołtany.

## Historia
W czasach zaborów wieś w okręgu wiejskim Bałwaniszki, w gminie Holszany, w powiecie oszmiańskim, w guberni wileńskiej Imperium Rosyjskiego. W 1866 roku liczyła 12 dusz rewizyjnych, należała do dóbr Kurhany, własność Łukiańskich. W 1905 roku liczył 36 mieszkańców, 92 dziesięcin.
W latach 1921–1945 folwark leżał w Polsce, w województwie wileńskim, w powiecie oszmiańskim, w gminie Krewo, a następnie w gminie Holszany.
W 1931 w 7 domach zamieszkiwały 44 osoby.
Wierni należeli do parafii rzymskokatolickiej i prawosławnej w Holszanach. Miejscowość podlegała pod Sąd Grodzki w Holszanach i Okręgowy w Wilnie; właściwy urząd pocztowy mieścił się w Holszanach.